# Jerzy Tomanek
Jerzy Tomanek (ur. 10 kwietnia 1873 w Ligocie Alodialnej (obecnie Zaolzie), zm. 11 stycznia 1954) – nauczyciel i działacz społeczny. Był synem Józefa Tomanka, rolnika i Katarzyny z d. Gembała, młodszym bratem Józefa Tomanka, stryjem Alfreda Tomanka.
W 1893 r. ukończył Seminarium Nauczycielskie w Cieszynie. Początkowo pracował w Mnichu, później w Pierśćcu. Do 1932 r. był kierownikiem tamtejszej szkoły. Był inicjatorem wybudowania nowej szkoły oraz strażnicy w Pierśćcu. Był żonaty z Marią z d. Schneider, córką kierownika szkoły w Mnichu. Miał troje dzieci – dwie córki i syna.
Założył Kasę Pożyczkową „Stefczyka”, prowadził agencję pocztową, był organistą w miejscowym kościele pw. św. Mikołaja, założył miejscowe koło Macierzy Szkolnej.
W Pierśćcu znajduje się ulica jego imienia.